# Gandesa

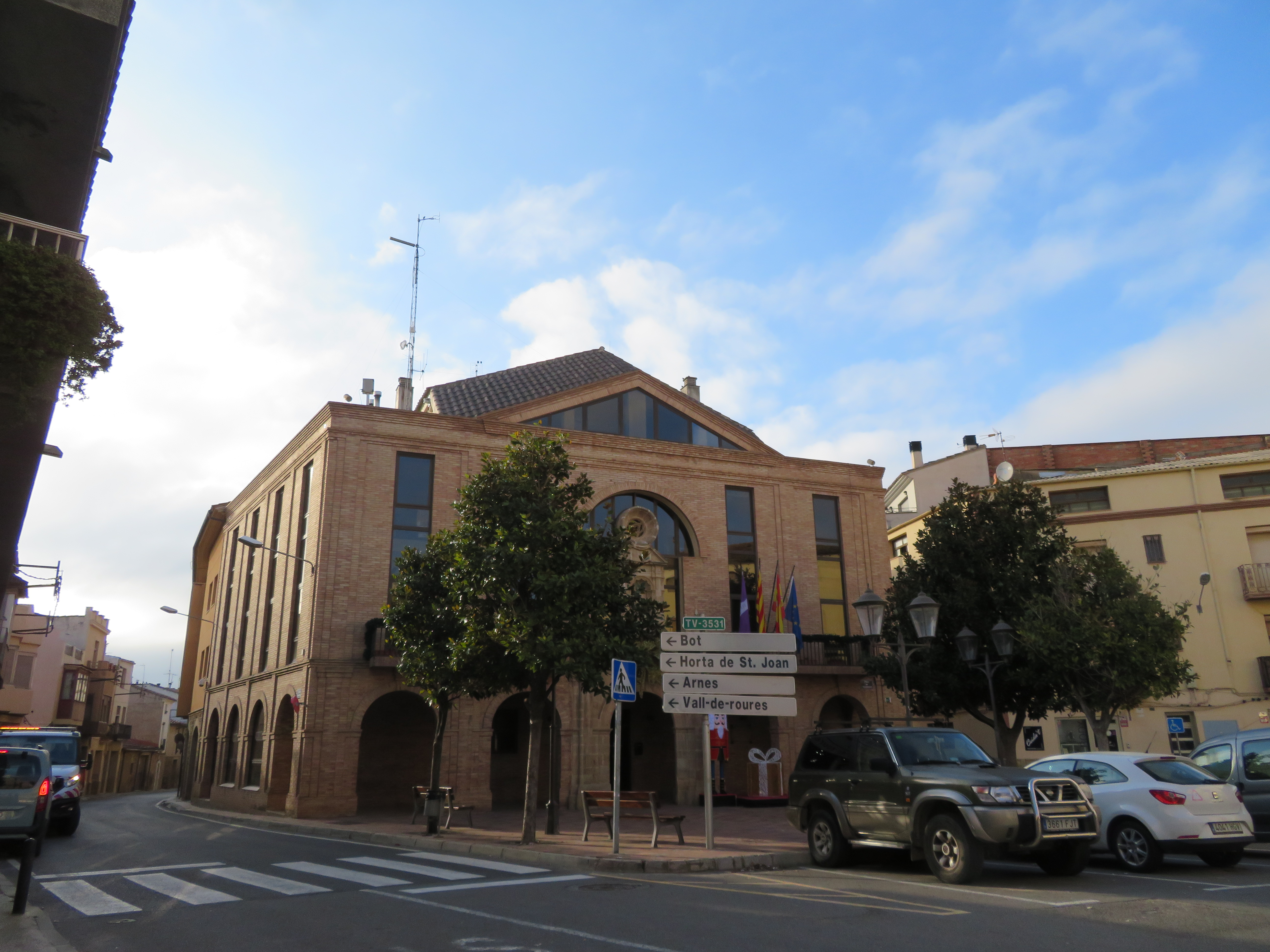
Gandesa

Gandesa ist eine katalanische Stadt in der Provinz Tarragona im Nordosten Spaniens. Sie ist der Hauptort der Comarca Terra Alta.

## Geographische Lage
Gandesa liegt etwa 70 Kilometer westlich von Tarragona.

## Wirtschaft
Ein wesentlicher Wirtschaftszweig der Stadt ist der Weinbau. Darüber hinaus werden Mandeln und Oliven angebaut. Der industrielle Schwerpunkt liegt in der Weiterverarbeitung dieser Produkte.

## Geschichte
Gandesa  war der Schauplatz von wesentlichen Schlachten der Carlistenkriege und der Ebroschlacht im Spanischen Bürgerkrieg.

## Sehenswürdigkeiten
Die Weinkellerei der Genossenschaft wurde 1919 von Cèsar Martinell im Stil einer „Wein-Kathedrale“ erbaut.

## Weblinks

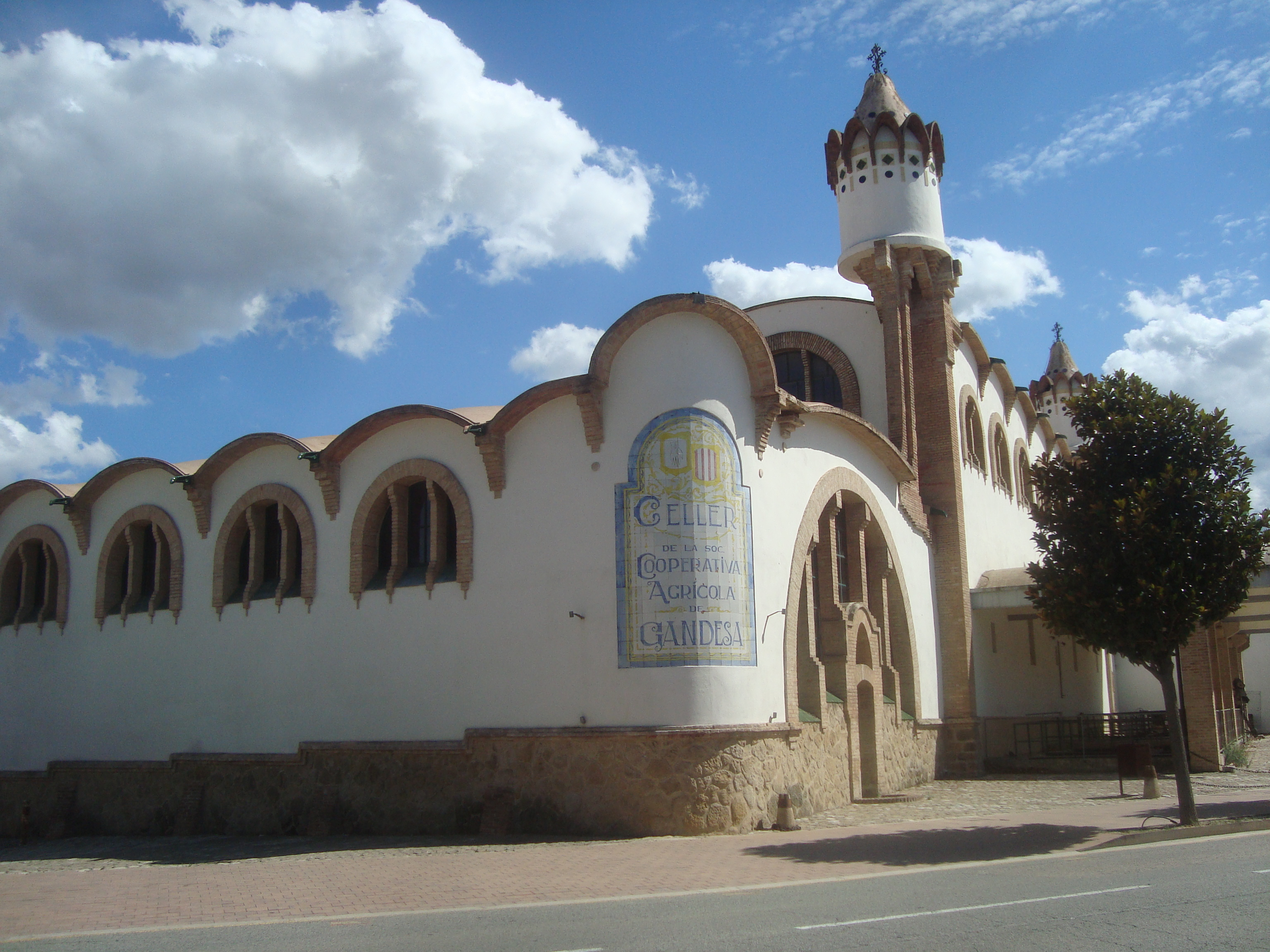
Gandesa